# Magyarkapud
Magyarkapud (románul Căpud, németül Thorenburg) település Romániában, Fehér megyében.

## Fekvése
Gyulafehérvártól 27 km-re északkeletre, Tövistől 10 km-re keletre, Tövis, Pacalka, Magyarcsesztve és Zerjes közt, a Maros mellett fekvő település.

## Története
Magyarkapud, Kapud Árpád-kori település. Neve alapján egykori gyepü, határvédelmi hely lehetett. Nevét már 1264-ben említették az oklevelekben Cupud néven.
1839-1863 között Kapud, 1890-ben Magyar-Kapud, 1873-ban Kapud (Magyar-) néven említették.
A középkorban a gyulafehérvári székeskáptalan birtoka volt.
A falu lakossága a reformáció idején felvette a református vallást.
A trianoni békeszerződésig Alsó-Fehér vármegye Nagyenyedi járásához tartozott.
1910-ben 525 lakosából 166 magyar, 359 román volt. Ebből 352 görögkatolikus, 166 református, 5 görög keleti ortodox volt.

## Lakossága
1910-ben 525 lakosa volt, ebből 359 román, 166 magyar nemzetiségűnek vallotta magát.
2002-ben 352 lakosából 269 román, 82 magyar és 1 cigány volt.

## Látnivalók
- A 19. században épült református temploma.

## Nevezetességek
- Kemény Zsigmond - író 1835-1837 között itt, Kapudon élt édesanyjával.